# Stalachtis phaloe
Stalachtis phaloe är en fjärilsart som beskrevs av Otto Staudinger 1888. Stalachtis phaloe ingår i släktet Stalachtis och familjen juvelvingar. Inga underarter finns listade i Catalogue of Life.